# Distretto di Bang Kaeo
Il distretto di Bang Kaeo (in thailandese: บางแก้ว) è un distretto (amphoe) della Thailandia, situato nella provincia di Phatthalung.